# Pezoporus occidentalis
El perico nocturno (Pezoporus occidentalis) es una especie de ave psitaciforme de la familia Psittaculidae endémica de Australia. Anteriormente se clasificaba al perico nocturno en su propio género (Geopsittacus), pero se cambió su clasificación cuando los estudios genéticos lo situaron próximo a los pericos terrestres del género Pezoporus.
Se caracteriza por ser una de las aves más esquivas y misteriosas del mundo, de la que no hubo avistamientos confirmados entre 1912 y 1979, lo que hizo que se especulara que se había extinguido. Desde 1979 se han producido avistamientos confirmados de forma exigua y se ha encontrado algún ejemplar muerto recientemente, y aunque se desconoce el tamaño de su población se estima que la escasez de registros estaría entre los 50–249 individuos adultos. Las primeras pruebas fotográficas y videográficas de ejemplares vivos se confirmaron el 3 de julio de 2013. El fotógrafo de naturaleza John Young declaró que tras 17.000 horas en el campo y 15 años de búsqueda consiguió capturar varias fotos y 17 segundos de vídeo el perico nocturno en el oeste de Queensland.

## Descripción
Es un perico relativamente pequeño. El color predominante de su plumaje es el verde amarillento, moteado en pardo oscuro, negro y amarillo. Se distingue de los dos pericos terrestres que son superficialmente similares porque tiene la cola más corta, y además se encuentra en áreas de distribución y hábitats diferentes. Es un ave de costumbres predominantemente terrestres, que emprende el vuelo solo cuando se le asusta o para ir en busca de agua. El perico nocturno como indica su nombre es principalmente nocturno y de hábitos sigilosos, difícil de detectar incluso donde es abundante. Su hábitat natural parede ser los herbazales donde predominan las hierbas del género Triodia que se extienden por el seco interior del continente australiano, de los informes antiguos se indicaba que nunca vive lejos de alguna fuente de agua.

## Alimentación

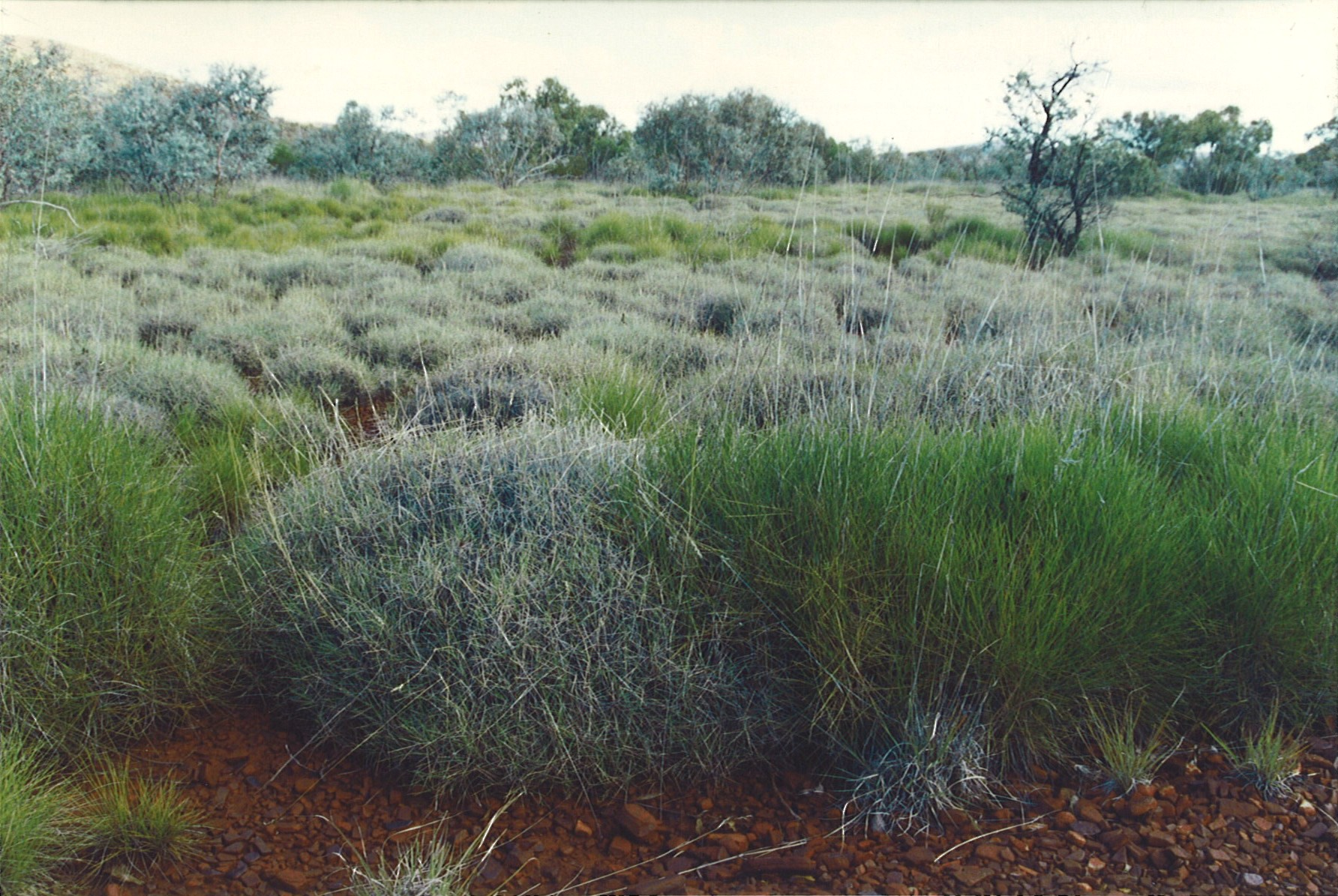
Hierbas del género Triodia.

El perico nocturno se alimenta principalmente de semillas de las herbáceas, especialmente de las del género Triodia.

## Estado de conservación
Se desconoce el tamaño de la población de esta especie. En 2012 su clasificación en la lista roja de la UICN pasó de especie en peligro crítico de extinción y especie en peligro de extinción. Según la UICN su población podría encontrase entre los 50-249 individuos adultos o ser mayor.